# Disphragis mystica
Disphragis mystica är en fjärilsart som beskrevs av William Schaus 1912. Disphragis mystica ingår i släktet Disphragis och familjen tandspinnare. Inga underarter finns listade i Catalogue of Life.